# Virgilio López Irías
Virgilio López Irías OFM (* 29. September 1937 in La Ceiba, Honduras; † 22. Juni 2004 im Norden Honduras) war ein honduranischer Ordensgeistlicher und der erste römisch-katholische Bischof von Trujillo.

## Leben
Virgilio López Irías trat der Ordensgemeinschaft der Franziskaner bei, legte am 15. August 1964 die Profess ab und empfing am 14. Juli 1973 die Priesterweihe.
Papst Johannes Paul II. ernannte ihn am 3. Juli 1987 zum ersten Bischof des mit gleichem Datum errichteten Bistums Trujillo. Die Bischofsweihe spendete ihm der Apostolische Nuntius in Honduras und El Salvador, Erzbischof Francesco De Nittis, am 7. Oktober desselben Jahres; Mitkonsekratoren waren Héctor Enrique Santos Hernández SDB, Erzbischof von Tegucigalpa, und Jaime Brufau Maciá CM, Bischof von San Pedro Sula.
Bischof López Irías starb bei einem Autounfall auf einer Landstraße am 22. Juni 2004 und wurde in der Johannes-der-Täufer Kathedrale von Trujillo beigesetzt.